# Modulo Éditeur
Vous pouvez aider à l'améliorer ou bien discuter des problèmes sur sa page de discussion.
- Il ne cite pas suffisamment ses sources. Vous pouvez indiquer les passages à sourcer avec {{référence nécessaire}} ou {{Référence souhaitée}}, et inclure les références utiles en les liant aux notes de bas de page. (Marqué depuis juin 2021)
- Il ne s’appuie pas, ou pas assez, sur des sources secondaires ou tertiaires. (Marqué depuis juin 2021)

- Archive Wikiwix
- Bing
- Cairn
- DuckDuckGo
- E. Universalis
- Gallica
- Google
- G. Books
- G. News
- G. Scholar
- Persée
- Qwant
- (zh) Baidu
- (ru) Yandex
- (wd) trouver des œuvres sur Wikidata

Modulo Éditeur est une maison d'édition scolaire québécoise fondée en 1975 à Outremont par des professeurs de cégep dont, entre autres, Roger Turcotte. Ce dernier sera président de la compagnie jusqu'à sa mort en 2007. En 1985, Modulo déménage au 233, avenue Dunbar à Mont-Royal, où elle demeurera jusqu'en 2008, année de son déménagement au 5800, rue Saint-Denis, à Montréal. En 2003, elle acquiert les Éditions le Griffon d'Argile, fondées en 1969 par Gaston J. Beaudoin et aussi spécialisées dans l'enseignement au collégial. Un an plus tard, elle est acquise par The Thomson Corporation. Sa dernière acquisition sont les Éditions du Phare et Mondia Éditeurs, éditeurs de matériel didactique en français.